# Edito
Edito (Eigenschreibweise: EDITO) ist ein Schweizer Fachmagazin für Medien und Journalismus. Es beschäftigt sich mit Medienarbeit, Medientrends, Medienpolitik, der Aus- und Weiterbildung und berichtet über medienethische und medienrechtliche Fragen.
Edito erscheint in Deutsch und in Französisch, in Print und Online. Die deutschsprachige Print-Ausgabe hat eine WEMF-beglaubigte Auflage von 3'919 (Vj. 4'134) verkauften bzw. 3'995 (Vj. 4'206) verbreiteten Exemplaren, die französischsprachige Print-Ausgabe von 2'226 (Vj. 2'283) verkauften bzw. 2'226 (Vj. 2'283) verbreiteten Exemplaren (Gesamtauflage 6'145; Vj. 6'417 verkaufte bzw. 6'221; Vj. 6489 verbreitete Exemplare).
Redaktorin ist Bettina Büsser, Redaktor in der Romandie Jean-Luc Wenger. Verleger des Magazins war von 2009 bis 2023 Ivo Bachmann. Er übergab Edito Mitte 2023 an Matthias Zehnder.
Edito ging 2009 aus den Magazinen der Mediengewerkschaften SSM, Gazette, und impressum, journalisten.ch, hervor. 2011 stiess auch das Medienmagazin Klartext der Gewerkschaft syndicom (zuvor Comedia) dazu. Bis Ende 2016 führte Edito noch den Zweitnamen Klartext.